# نیکلاس فرانچلا
نیکلاس فرانچلا (اسپانیایی: Nicolás Francella‎؛ زادهٔ ۲۲ اکتبر ۱۹۹۰) بازیگر و خواننده اهل آرژانتین است. او فرزند بازیگر نامدار سینمای آرژانتین گیژرمو فرانچلا است.
از فیلم‌های او می‌توان به روایتی از مکاران به کارگردانی خوان خوزه کامپانلا اشاره کرد.